# Anton Cebej
Anton Cebej (Ajdovščina, 1722. május 25. – 1774 után) szlovén festő. Alkotásait barokk stílusban hozta létre. Cebej a ljubljanai barokk festészet egyik reprezentatív alakja, aki letisztult formavilágát a tizennyolcadik század első felében a Giulio Quaglio és Janez Valentin Metzinger által meghonosított stílusirányzatnak köszönheti. Hogy miképp lett belőle festő, valamint halálának pontos dátumát és annak körülményeit mai napig sem ismerjük. Alkotásain fejlődés figyelhető meg a korai műveihez képest. Legutolsó művét 1774-ben festette. A tizennyolcadik század ötvenes éveiben Ljubljanában élt, ugyanakkor nem vett aktívan részt a kor művészi alkotócsoportjainak életében. Korai művei a helyi stílusbeli sajátosságokat képviselik, melyek fokozatosan közeledtek a Metzinger által meghonosítotthoz. Ekkortól kezdve művei könnyedebbé, kevésbé megkomponálttá váltak, melyet a fényhatások és áttetsző színek alkalmazásával ért el, melyek hasonlatosak a velencei mesterek műveihez. A Metzgerrel való kapcsolatot húzza alá az a tény is, hogy Cebej 1759-ben Metzger halála után több megrendelőjét is átvette.
Első munkáit 1750-ben, 28 évesen alkotta meg. Festői tehetsége és kreativitása a század hatvanas éveiben érte el csúcspontját, amikor is a velencei példák alapján harmonikusabb arányokat és bonyolult színátmeneteket kezdett el alkalmazni. A hetvenes évekre festői ambíciói nyugodtabbá váltak, amelynek következtében kevesebb művet készített. Ekkortól jelennek meg falfestményei is. A ljubljanai festők közül ő volt az egyetlen, aki olajképeket, valamint falfestményeket is egyaránt készített. Levéltári iratok alapján több alkalommal oltárokat is tervezett, valamint portrékat is festett. Műveit Szlovéniában és Horvátországban festette, ám ezek közül több az idők során elveszett. Az utóbbi években a ljubljanai nemzeti múzeumban tekinthető meg néhány műve.

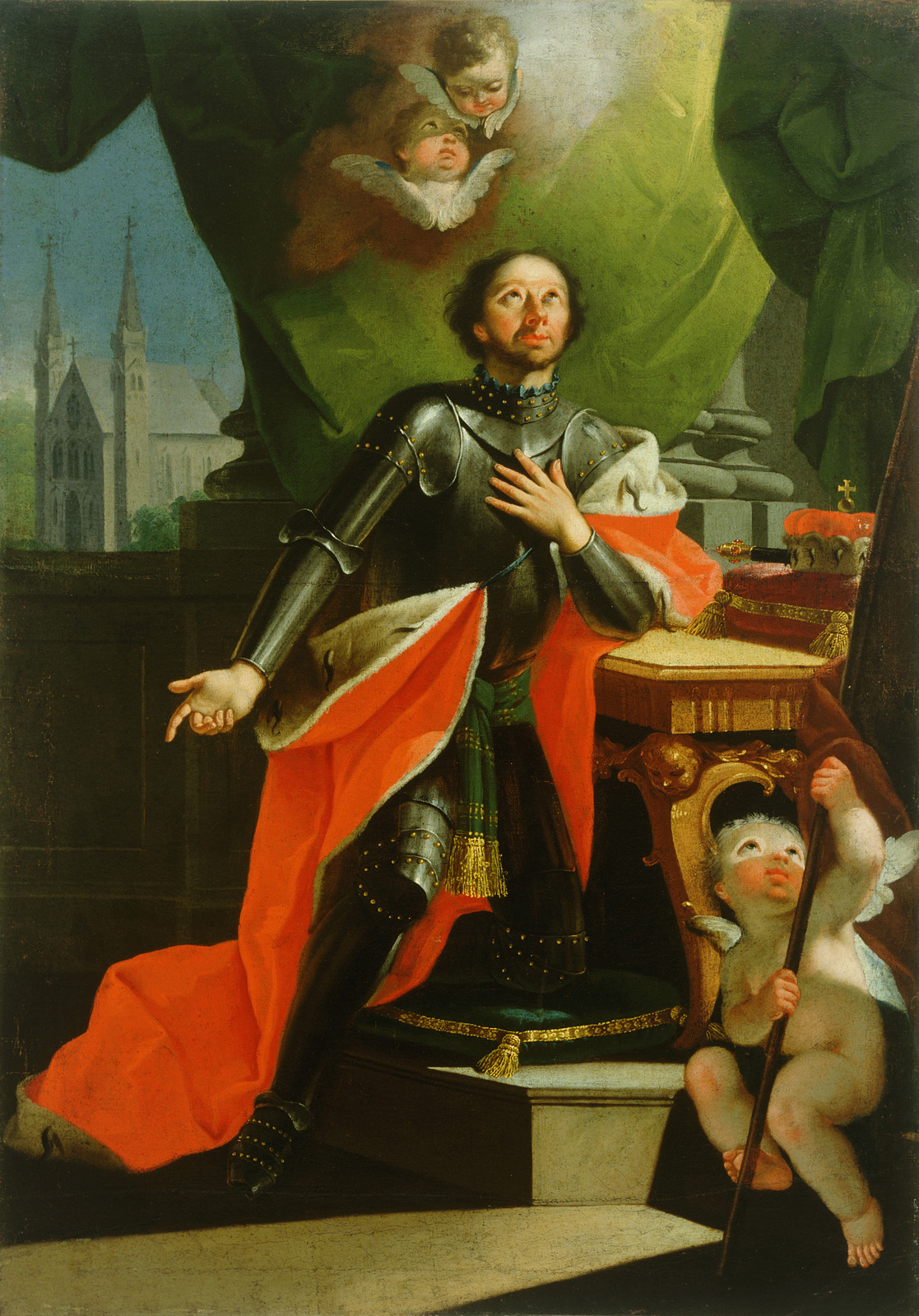
Anton Cebej - Sv. Leopold (Szent Leopold)

## Fordítás
- Ez a szócikk részben vagy egészben  az   Anton Cebej című szlovén Wikipédia-szócikk ezen változatának fordításán alapul.  Az eredeti cikk szerkesztőit annak laptörténete sorolja fel. Ez a jelzés csupán a megfogalmazás eredetét és a szerzői jogokat jelzi, nem szolgál a cikkben szereplő információk forrásmegjelöléseként.